# Achacachi
Achacachi (in aymara Jach'ak'achi) è un comune (municipio in spagnolo) della Bolivia nella provincia di Omasuyos (dipartimento di La Paz) con 54 865 abitanti (dato 2010).
Si trova nell'omonima penisola nella parte orientale del Lago Titicaca, a circa 96 km a nord-ovest della capitale La Paz.
L'origine del nome significa grande punto e deriva dalle parole aymara jach' a e k' achi. Durante l'epoca coloniale il suo nome era Villa Lealtad de Cáceres.

## Cantoni
Il comune è suddiviso in 10 cantoni (popolazione al 2001):
- Achacachi - 18 888 abitanti
- Ajllata Grande - 7 152 abitanti
- Chua Cocani - 1 848 abitanti
- Chuavisalaya - 2 481 abitanti
- Franz Tamayo - 2 837 abitanti
- Huatajata - 2 231 abitanti
- Jancko Amaya - 1 796 abitanti
- Soncachi - 2 453 abitanti
- Villa Asuncion de Corpaputo - 3 741 abitanti
- Warisata - 11 211 abitanti

## Amministrazione

### Gemellaggi
- Roma. Il 28 novembre 2005 le due città hanno stretto un patto di amicizia e solidarietà.[2]